# Johann Adolf von der Recke zu Heessen
Johann Adolf von der Recke zu Heessen (Taufname: Johann Adolf Dietrich Anton) (* 30. Januar 1710; † 17. November 1745) war fürstbischöflicher Kämmerer.

## Leben

### Herkunft und Familie
Johann Adolf von der Recke zu Heessen wurde als Sohn des Franz Wilhelm von der Recke zu Heessen (1665–1716) und seiner Gemahlin Beatrix Angela von Vittinghoff genannt Schell zu Schellenburg geboren.
Er heiratete am 21. Oktober 1741 Adolfina Kerckerinck zu Stapel (1718–1770). Die Ehe blieb kinderlos. Damit starb die männliche Linie aus. Seine Schwester Anna Elisabeth war mit Franz Arnold von der Recke zu Steinfurt verheiratet. So ging das Gut Heessen an diese Familie, die sich 1648 von der Linie von der Recke abgeteilt hatte.

### Wirken
Am 13. Dezember 1730 wurde Johann Adolf zur Münsterschen Ritterschaft aufgeschworen und war damit Vertreter im Landtag. Diese Institution, bestehend aus den drei Ständen, regelte im Hochstift Münster das Steuerwesen und ab 1447 auch das Fehdewesen. Johann Adolf wurde fürstbischöflicher Kämmerer.

## Sonstiges
Seine Mutter trat 1730 als sein Vormund auf und belehnte Ferdinand Caspar von Droste zu Erwitte mit dem Lehnshof Hundorf im Amte Östinghausen.